# Yoshihiro Natsuka
Yoshihiro Natsuka (名塚 善寛, Natsuka Yoshihiro, Funabashi, 7 oktober 1969) is een Japans voormalig voetballer die als verdediger speelde.

## Carrière
Yoshihiro Natsuka speelde tussen 1988 en 2001 voor Bellmare Hiratsuka en Consadole Sapporo.

## Japans voetbalelftal
Yoshihiro Natsuka debuteerde in 1994 in het Japans nationaal elftal en speelde 11 interlands, waarin hij 1 keer scoorde.

## Statistieken
| Japans voetbalelftal | Japans voetbalelftal | Japans voetbalelftal |
| Jaar                 | Wed.                 | Dlp.                 |
| -------------------- | -------------------- | -------------------- |
| 1994                 | 9                    | 1                    |
| 1995                 | 2                    | 0                    |
| Totaal               | 11                   | 1                    |